# Controguerra (vino)
Il Controguerra è una DOC riservata ad alcuni vini la cui produzione è consentita nella provincia di Teramo.

## Zona di produzione
La zona di produzione comprende l'intero territorio dei comuni: Controguerra, Torano Nuovo, Ancarano, Corropoli e Colonnella, tutti in provincia di Teramo.

## Storia
L'Abruzzo, e in particolare la zona di Teramo, vanta una tradizione vitivinicola che affonda le radici nell'antichità. Già ai tempi di Annibale, le terre aprutine erano rinomate per la qualità dei loro vini, tanto che lo storico greco Polibio ne celebrò le virtù, raccontando come "il nettare locale avesse ristorato le truppe cartaginesi dopo la battaglia di Canne".
Questa antica fama si è tramandata nei secoli, trovando conferma nelle opere di numerosi scrittori che hanno esaltato la ricchezza e la varietà dei vitigni abruzzesi. Tuttavia, fino al XVIII secolo, la produzione vinicola rimase essenzialmente artigianale, con metodi tradizionali e una scarsa attenzione alla qualità.
Fu solo a partire dalla seconda metà del XIX secolo che la viticoltura teramana iniziò a modernizzarsi, grazie all'impegno di personaggi illustri come Giuseppe Devincenzi e Giuseppe Montori. Questi pionieri introdussero nuove tecniche di coltivazione e vinificazione, ispirandosi ai modelli più avanzati dell'epoca.
Grazie al loro lavoro, la viticoltura abruzzese conobbe un periodo di grande sviluppo, caratterizzato da una crescente attenzione alla qualità dei prodotti. Alla fine del XIX secolo, i vitigni più diffusi erano il Trebbiano, la Malvasia, il Moscatello, la Greca, il Montepulciano, il Montonico e il Sangiovese.
Un'ulteriore tappa fondamentale nella storia della viticoltura abruzzese fu il riconoscimento della DOC "Controguerra" a metà del XX secolo. Questo riconoscimento favorì i vini prodotti in questa zona i quali ebbero diffusione a livello nazionale e internazionale.

## Tecniche di produzione
Nella designazione dei vini Controguerra DOC può essere menzionata la dizione "Vigna" purché sia seguita dal relativo toponimo e che siano rispettate determinate pratiche di vinificazione.
Le operazioni di vinificazione, spumantizzazione, appassimento, conservazione, affinamento ed imbottigliamento devono essere effettuate all’interno della zona di produzione al fine di preservare le peculiari caratteristiche dei prodotti, la loro reputazione e garantire l'origine.
I vini passiti sono ottenuti con l’appassimento delle uve dopo la raccolta, previa opportuna cernita. Il vino passito, sia bianco che rosso, se invecchiato per 30 mesi a decorrere dal 31 marzo dell’anno successivo alla vendemmia in caratelli di capacità massima di 500 litri, può portare in etichetta la menzione "Annoso".
Per la elaborazione del "Controguerra Spumante Metodo Classico" può essere utilizzata esclusivamente la tecnica della rifermentazione in bottiglia. I vini spumanti metodo classico devono subire prima dell'immissione al consumo un periodo minimo di permanenza sulle fecce di diciotto mesi; per il millesimato il periodo minimo è di ventiquattro mesi.
Il vino "Controguerra rosso riserva" può essere immesso al consumo dopo un periodo di invecchiamento non inferiore a 24 mesi, di cui 6 mesi di affinamento in bottiglia.

## Disciplinare
Il Controguerra DOC è stato istituito con DM 20 agosto 1996 pubblicato sulla Gazzetta Ufficiale n. 201 del 28 agosto 1996.
Successivamente è stato modificato con:
- DM 21 marzo 2006 G.U. 75 – 30 marzo 2006
- DM 30 ottobre 2007 G.U. 266 – 15 novembre 2007
- DM 10 febbraio 2011 G.U. 46 – 25 febbraio 2011
- DM 30 novembre 2011 G.U. 295 – 20 dicembre 2011 Pubblicato sul sito ufficiale del Mipaaf Sezione Qualità e Sicurezza Vini DOP e IGP
- La versione in vigore è stata approvata con DM 7 marzo 2014 Pubblicato sul sito ufficiale del Mipaaf Sezione Qualità e Sicurezza Vini DOP e IGP

## Tipologie

### Controguerra Rosso
| uvaggio                        | Montepulciano nero min 70%; possono concorrere alla produzione le uve di altri vitigni a bacca rossa, idonei alla coltivazione per la Regione Abruzzo, max 30% |
| titolo alcolometrico minimo    | 12,00 % vol. |
| acidità totale minima          | 4,5 g/l. |
| estratto secco minimo          | 22,00 g/l |
| resa massima di uva per ettaro | 120 q. |
| resa massima di uva in vino    | 70 % |

#### Caratteri organolettici
- Aspetto: rosso rubino intenso;
- Olfatto: vinoso, intenso;
- Gusto: secco, leggermente tannico, caratteristico;

#### Abbinamenti consigliati
Antipasti con salumi, portate di carne arrosto o alla griglia, formaggi di media stagionatura.

### Controguerra Rosso riserva
| uvaggio                        | Montepulciano nero min 70%; possono concorrere alla produzione le uve di altri vitigni a bacca rossa, idonei alla coltivazione per la Regione Abruzzo, max 30% |
| titolo alcolometrico minimo    | 13,00 % vol. |
| acidità totale minima          | 4,5 g/l. |
| estratto secco minimo          | 24,00 g/l |
| resa massima di uva per ettaro | 120 q. |
| resa massima di uva in vino    | 70 % |

#### Caratteri organolettici
- Aspetto: rosso rubino;
- Olfatto: etereo, fine, persistente;
- Gusto: secco, poco tannico, armonico.

#### Abbinamenti consigliati
Antipasti con salumi, portate di carne arrosto o alla griglia.

### Controguerra Rosato
| uvaggio                        | Montepulciano nero min 70%; possono concorrere alla produzione le uve di altri vitigni a bacca rossa, idonei alla coltivazione per la Regione Abruzzo, max 30% |
| titolo alcolometrico minimo    | 12,00 % vol. |
| acidità totale minima          | 4,5 g/l. |
| estratto secco minimo          | 18,00 g/l |
| resa massima di uva per ettaro | 120 q. |
| resa massima di uva in vino    | 70 % |

#### Caratteri organolettici
- Aspetto: rosa ciliegia più o meno intenso;
- Olfatto: vinoso, fruttato, gradevole;
- Gusto: asciutto, delicato, caratteristico.

#### Abbinamenti consigliati
Antipasti, piatti di carni bianche

### Controguerra Bianco
| uvaggio                        | Trebbiano toscano e/o abruzzese min 50%; Passerina min 10%; possono concorrere alla produzione le uve di altri vitigni a bacca bianca, idonei alla coltivazione per la Regione Abruzzo, max 40% |
| titolo alcolometrico minimo    | 11,50 % vol. |
| acidità totale minima          | 4,5 g/l. |
| estratto secco minimo          | 17,00 g/l |
| resa massima di uva per ettaro | 140 q. |
| resa massima di uva in vino    | 70 % |

#### Caratteri organolettici
- Aspetto: giallo paglierino;
- Olfatto: fruttato;
- Gusto: asciutto, con leggero retrogusto amarognolo.

#### Abbinamenti consigliati
Antipasti di pesce, primi piatti di pesce, pesce al forno o alla griglia.

### Controguerra Novello
| uvaggio                        | Montepulciano nero min 70%; possono concorrere alla produzione le uve di altri vitigni a bacca rossa, idonei alla coltivazione per la Regione Abruzzo, max 30% |
| titolo alcolometrico minimo    | 11,50 % vol. |
| acidità totale minima          | 4,5 g/l. |
| estratto secco minimo          | 20,00 g/l |
| resa massima di uva per ettaro | 120 q. |
| resa massima di uva in vino    | 70 % |

#### Caratteri organolettici
- Aspetto: rosso rubino;
- Olfatto: fruttato;
- Gusto: secco, sapido, leggermente acidulo;

#### Abbinamenti consigliati
Antipasti con salumi, portate di carne arrosto o alla griglia, formaggi di media stagionatura.

### Controguerra Spumante metodo classico
| uvaggio                        | Trebbiano toscano e/o abruzzese min 60%; Chardonnay, Verdicchio, Pecorino, da soli o congiuntamente min 30%; possono concorrere alla produzione le uve di altri vitigni a bacca bianca, idonei alla coltivazione per la Regione Abruzzo, max 10% |
| titolo alcolometrico minimo    | 11,50 % vol. |
| acidità totale minima          | 4,5 g/l. |
| estratto secco minimo          | 17,00 g/l |
| resa massima di uva per ettaro | 140 q. |
| resa massima di uva in vino    | 70 % |

#### Caratteri organolettici
- Aspetto: giallo paglierino più o meno intenso; perlage fine e persistente;
- Olfatto: fine e persistente;
- Gusto: da brut natur a dry, fresco, pieno, lungo, elegante.

#### Abbinamenti consigliati
Aperitivi, a tutto pasto.

### Controguerra Bianco passito
| uvaggio                        | Trebbiano toscano e/o abruzzese, Malvasia, Passerina, da soli o congiuntamente min 60%; possono concorrere alla produzione le uve di altri vitigni a bacca bianca, idonei alla coltivazione per la Regione Abruzzo, max 40% |
| titolo alcolometrico minimo    | 14,00 % vol. |
| acidità totale minima          | 4,5 g/l. |
| estratto secco minimo          | 21,00 g/l |
| resa massima di uva per ettaro | 140 q. |
| resa massima di uva in vino    | 70 % |

#### Caratteri organolettici
- Aspetto: dal giallo paglierino all’ambrato intenso;
- Olfatto: etereo, caratteristico;
- Gusto: da secco ad amabile, armonico, vellutato;

#### Abbinamenti consigliati
Biscotti e pasticcini, formaggi erborinati.

### Controguerra Rosso passito
| uvaggio                        | Montepulciano nero min 70%; possono concorrere alla produzione le uve di altri vitigni a bacca rossa, idonei alla coltivazione per la Regione Abruzzo, max 30% |
| titolo alcolometrico minimo    | 14,00 % vol. |
| acidità totale minima          | 4,5 g/l. |
| estratto secco minimo          | 24,00 g/l |
| resa massima di uva per ettaro | 120 q. |
| resa massima di uva in vino    | 70 % |

#### Caratteri organolettici
- Aspetto: da rosso rubino intenso al granato;
- Olfatto: etereo, caratteristico;
- Gusto: amabile, armonico, pieno, vellutato.

#### Abbinamenti consigliati
Biscotti e pasticcini, formaggi erborinati.

### Controguerra Merlot
| uvaggio                        | Merlot min 85%; possono concorrere alla produzione le uve di altri vitigni a bacca di colore analogo, idonei alla coltivazione per la Regione Abruzzo, max 15% |
| titolo alcolometrico minimo    | 12,00 % vol. |
| acidità totale minima          | 4,5 g/l. |
| estratto secco minimo          | 20,00 g/l |
| resa massima di uva per ettaro | 120 q. |
| resa massima di uva in vino    | 70 % |

#### Caratteri organolettici
- Aspetto:: rosso rubino;
- Olfatto: fruttato e caratteristico;
- Gusto: asciutto, caratteristico.

#### Abbinamenti consigliati
Antipasti con salumi, portate di carne arrosto o alla griglia, formaggi di media stagionatura.

### Controguerra Cabernet
| uvaggio                        | Cabernet min 85%; possono concorrere alla produzione le uve di altri vitigni a bacca di colore analogo, idonei alla coltivazione per la Regione Abruzzo, max 15% |
| titolo alcolometrico minimo    | 12,00 % vol. |
| acidità totale minima          | 4,5 g/l. |
| estratto secco minimo          | 20,00 g/l |
| resa massima di uva per ettaro | 120 q. |
| resa massima di uva in vino    | 70 % |

#### Caratteri organolettici
- Aspetto: rosso rubino;
- Olfatto: erbaceo, caratteristico;
- Gusto: asciutto, caratteristico.

#### Abbinamenti consigliati
Antipasti con salumi, portate di carne arrosto o alla griglia, formaggi di media stagionatura.

### Controguerra Passerina
| uvaggio                        | Passerina min 85%; possono concorrere alla produzione le uve di altri vitigni a bacca di colore analogo, idonei alla coltivazione per la Regione Abruzzo, max 15% |
| titolo alcolometrico minimo    | 11,50 % vol. |
| acidità totale minima          | 4,5 g/l. |
| estratto secco minimo          | 17,00 g/l |
| resa massima di uva per ettaro | 140 q. |
| resa massima di uva in vino    | 70 % |

#### Caratteri organolettici
- Aspetto: giallo paglierino con riflessi dorati;
- Olfatto: tenue;
- Gusto: asciutto, fresco, sapido.

#### Abbinamenti consigliati
Antipasti di pesce, primi piatti di pesce, pesce al forno o alla griglia.

### Controguerra Chardonnay
| uvaggio                        | Chardonnay min 85%; possono concorrere alla produzione le uve di altri vitigni a bacca di colore analogo, idonei alla coltivazione per la Regione Abruzzo, max 15% |
| titolo alcolometrico minimo    | 11,50 % vol. |
| acidità totale minima          | 4,5 g/l. |
| estratto secco minimo          | 17,00 g/l |
| resa massima di uva per ettaro | 140 q. |
| resa massima di uva in vino    | 70 % |

#### Caratteri organolettici
- Aspetto: giallo paglierino poco intenso;
- Olfatto: delicato, gradevole, caratteristico;
- Gusto: secco, armonico.

#### Abbinamenti consigliati
Antipasti di pesce, primi piatti di pesce, pesce al forno o alla griglia.

### Controguerra Pecorino
| uvaggio                        | Pecorino min 85%; possono concorrere alla produzione le uve di altri vitigni a bacca di colore analogo, idonei alla coltivazione per la Regione Abruzzo, max 15% |
| titolo alcolometrico minimo    | 12,00 % vol. |
| acidità totale minima          | 4,5 g/l. |
| estratto secco minimo          | 18,00 g/l |
| resa massima di uva per ettaro | 140 q. |
| resa massima di uva in vino    | 70 % |

#### Caratteri organolettici
- Aspetto: giallo paglierino più o meno intenso;
- Olfatto: delicato, gradevole, caratteristico;
- Gusto: secco, armonico.

#### Abbinamenti consigliati
Antipasti di pesce, primi piatti di pesce, pesce al forno o alla griglia.